# ميرثي هيلكينز
ميرثي هيلكينز (مواليد 31 يناير 1979 في جيلين) هي صحفية هولندية ، كاتبة غير روائية ، وسياسية. وعضوة في  حزب العمل (الهولندي) (Partij van de Arbeid) ، كانت عضوًا مؤقتًا في  مجلس النواب الهولندي من أبريل إلى أغسطس 2011، لتحل محل النائبة نباهت البيرق، التي كان في إجازة أمومة . 
وبصفتها نائبة، انخرطت في المسائل الخاصة الاتحاد الأوروبي.و في 17 يناير 2012، أصبحت عضوًا في البرلمان مرة أخرى ، لكنها غادرت البرلمان في 29 أغسطس 2013.
نشأت هيلكينز في جيلين ، وبعد ذلك في بريدا. لقد تم تربيتها جزئياً ككاثوليكية ، لكنها تخلت عن الدين وألحدت. ودرست الصحافة في أكاديمية فونتيز للصحافة في تيلبورخ ، وتعمل كصحافية مستقلة وكاتبة غير روائية. في عام 2003، عاشت لمدة نصف عام في كيبوتس في فلسطين المحتلة.
وتعارض ميرثي هيلكينز تأثير المواد الإباحية في المجتمع وكتبت كتابًا عن ذلك اسمه "McSex, de pornoficatie van de samenleving " في عام 2008